# يان فلانغن (لاعب كرة مضرب)
يان فلانغن (بالإنجليزية: Ian Flanagan)‏ هو لاعب كرة مضرب بريطاني، ولد في 15 يناير 1982.

## وصلات خارجية
- يان فلانغن على موقع رابطة محترفي التنس (الإنجليزية)
- يان فلانغن على موقع الاتحاد الدولي لكرة المضرب (الإنجليزية)
- يان فلانغن على موقع خلاصة التنس.كوم (الإنجليزية)